# (26731) 2001 HE14
2001 إتش إي 14 (ويعرف أيضًا باسم (26731) 2001 إتش إي 14 وفق تسمية الكوكب الصغير) (بالإنجليزية: 2001 HE14)‏ هو كويكب ضمن حزام الكويكبات؛ وترتيبه 26731 من حيث الاكتشاف.
اكتُشف هذا الجُرم الفلكي بواسطة جون بروفتون في 23 أبريل 2001.

## وصلات خارجية
- (26731) 2001 HE14 في قاعدة بيانات مختبر الدفع النفاث لأجرام النظام الشمسي الصغيرة

- الاكتشاف · مخطط المدار ·  العناصر المدارية · المعلمات المادية

- (26731) 2001 HE14 على موقع ويكي سكاي: DSS2, SDSS, GALEX, IRAS, Hydrogen α, X-Ray, Astrophoto, Sky Map, Articles and images